# Banastre Maynard (3e baron Maynard)
Banastre Maynard, 3e baron Maynard (c. 1642 – 3 mars 1718) est un homme politique anglais, membre de la Chambre des Communes de 1663 à 1679. Il accède à la pairie comme baron Maynard en 1699.

## Biographie
Maynard est le fils aîné de William Maynard (2e baron Maynard) d'Estaines et de sa première épouse Dorothy Banastre, fille de Robert Banastre de Passenham, dans le Northamptonshire. Il voyage à l'étranger en France, en Italie, en Allemagne et aux Pays-Bas de 1660 à 1662. En 1663, il est élu député pour l'Essex dans une élection partielle pour le Parlement cavalier. Il est commissaire pour l'évaluation de l'Essex de 1663 à 1680, et le commissaire pour la récusation en 1675. Il est commissaire de l'évaluation pour l'Essex à nouveau de 1689 à 1690. Il accède à la pairie en tant que baron Maynard à la mort de son père, le 3 février 1699.

## Famille
Il épouse Lady Elizabeth Grey, fille d'Henry Grey (10e comte de Kent) et a huit fils et trois filles :
- Henry Maynard, 4e baron Maynard (c. 1673-1742)
- Grey Maynard, 5e baron Maynard (1679-1745)
- Charles Maynard (1er vicomte Maynard) (c. 1690-1775)
- Annabella Maynard (d. 1734) qui épouse William Lowther (1er baronnet).